# Georgie Fame

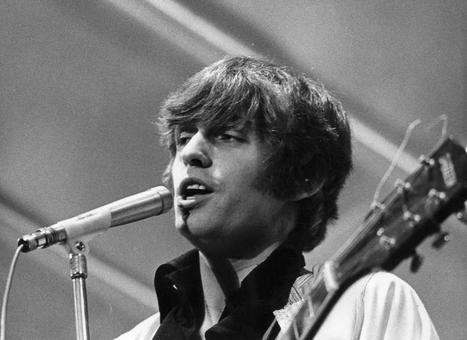
Georgie Fame (1968)

Georgie Fame (* 26. Juni 1943 in Leigh, Lancashire, England; eigentlich Clive Powell) ist ein britischer Rhythm-and-Blues-Musiker.

## Leben
Bereits mit 16 Jahren wurde Clive Powell von Manager Larry Parnes unter Vertrag genommen, der bekannt dafür war, dass er Musikern neue Namen wie Marty Wilde und Billy Fury gab. So wurde aus Clive Powell Georgie Fame.
Ab 1960 spielte Fame Keyboard in der Band von Billy Fury, den Blue Flames, die er bald darauf übernahm und mit denen er 1964 mit Yeh Yeh und 1966 mit einer Coverversion des Bobby-Hebb-Songs Sunny die Spitze der englischen Hitparade besetzte.

Georgie Fame – The Ballad of Bonnie And Clyde

Nach Auflösung der Blue Flames 1966 begann Fame eine Solokarriere und spielte mit Mitch Mitchell und John McLaughlin. Sein größter Solohit war The Ballad of Bonnie & Clyde über das Ganovenpärchen Bonnie und Clyde, der Titel erreichte am 20. Januar 1968 Platz 1 in England, in den deutschen Charts kam Georgie Fame mit dem Song auf Platz 9. Im selben Jahr trat er mit Count Basie und dessen Orchester in Großbritannien und Deutschland auf. Außerdem wirkte er an einem Gesangstrio von Jon Hendricks und Annie Ross mit.
1971 bis 1973 bildete Fame mit Alan Price, der zuvor beim Alan Price Set und bei The Animals war, das Duo Fame & Price. Sie hatten einen Hit mit Rosetta.
1974 gab es ein kurzes, wenig erfolgreiches Revival der Blue Flames. In den 1970ern und 1980ern war es relativ ruhig um Georgie Fame. Gelegentlich veröffentlichte er Jazzaufnahmen wie z. B. 1981 das Album In Hoagland, auf dem er gemeinsam mit Hoagy Carmichael und Annie Ross zu hören war, und 1989 das Album A Portrait of Chet mit Musikern wie Frits Landesbergen und Ellen Helmus.
Zwischen 1989 und 1997 spielte Fame auf allen Alben von Van Morrison die Keyboards. Die Soloalben in den 1990er Jahren erhielten durchweg gute Kritiken.
Ab 1998 war Georgie Fame Mitglied der Rhythm Kings seines Freundes Bill Wyman. Auf seinen Soloalben beschäftigte er sich nun hauptsächlich mit Jazz und Blues. Im Jahr 2000 veröffentlichte Georgie Fame das vielgelobte Jazzalbum Poet in New York, das stilistisch an den von Eddie Jefferson entwickelten und von Jon Hendricks vorangetriebenen Vocalese-Stil angelehnt ist.

## Diskografie

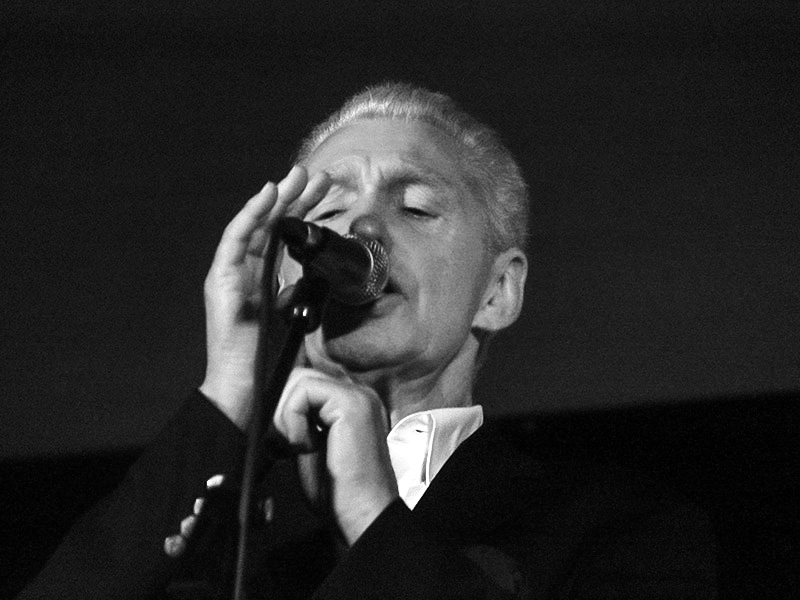
Georgie Fame (2013)

### Studioalben
| Jahr | Titel                          | Höchstplatzierung, Gesamtwochen, AuszeichnungChartplatzierungen (Jahr, Titel, Platzierungen, Wochen, Auszeichnungen, Anmerkungen) | Höchstplatzierung, Gesamtwochen, AuszeichnungChartplatzierungen (Jahr, Titel, Platzierungen, Wochen, Auszeichnungen, Anmerkungen) | Anmerkungen |
| Jahr | Titel                          | UK | US | Anmerkungen |
| ---- | ------------------------------ | --- | --- | ----------- |
| 1964 | Fame at Last                   | UK15 (8 Wo.)UK | — |             |
| 1965 | Yeh Yeh                        | — | US137 (3 Wo.)US |             |
| 1966 | Sweet Things                   | UK6 (22 Wo.)UK | — |             |
| 1966 | Sound Venture                  | UK9 (9 Wo.)UK | — |             |
| 1967 | The Two Faces of Fame          | UK22 (15 Wo.)UK | — |             |
| 1968 | The Ballad of Bonnie And Clyde | — | US185 (4 Wo.)US |             |

Weitere Studioalben
- 1964: Rhythm and Blues at the Flamingo (Columbia 33SX 1599)
- 1966: Get Away (Imperial Records, LP 9331)
- 1968: The Third Face of Fame (CBS BPG 63293 (mono) SBPG 63293 (stereo))
- 1969: Seventh Son (CBS 63786)
- 1969: Shorty featuring Georgie Fame (Epic, BN 26563)
- 1970: Georgie Does His Thing with Strings (CBS 63650)
- 1971: Going Home (CBS 64350)
- 1972: Fame and Price, Price and Fame: Together! (CBS 64392)
- 1972: All Me Own Work (Reprise, K 44183)
- 1973: Georgie Fame (Island, ILPS 9293)
- 1979: Right Now (Pye, NSPL 18600)
- 1980: Closing the Gap (Piccadilly, N 137)
- 1981: In Hoagland featuring the songs of Hoagy Carmichael (mit Annie Ross, Baldeagle BELP 181)
- 1983: In Goodmansland featuring the songs of Benny Goodman (mit Sylvia Vrethammar, Sonet SNTF 908)
- 1988: No Worries  (CBS 4668682, nur in Australien veröffentlicht)
- 1991: Cool Cat Blues (Blue Moon/Go Jazz R2 79352 (US))
- 1994: Three Line Whip (Three Line Whip TLWCD 001)
- 1996: The Blues and Me (Go Jazz Records)
- 1996: How Long Has This Been Going On (mit Van Morrison, Verve)
- 1996: Tell Me Something: The Songs of Mose Allison (Verve Records)
- 1997: Name Droppin': Live at Ronnie Scott's, Vol. 1 (Go Jazz Records)
- 1998: Walkin' Wounded: Live at Ronnie Scott's, Vol. 2 (Go Jazz Records)
- 1999: Endangered Species (mit The Danish Radio Big Band, Music Mecc)
- 2000: Poet in New York (Go Jazz Records)
- 2001: Relationships (Three Line Whip)
- 2007: The Birthday Big Band (Three Line Whip)
- 2007: Charleston (Three Line Whip)
- 2009: Tone-Wheels ’A’ Turnin (Three Line Whip)
- 2015: Swan Songs (Three Line Whip)
- 2015: A Declaration of Love (mit Uschi Brüning & Alan Skidmore Quartet, ITM)

### Kompilationen
| Jahr | Titel        | Höchstplatzierung, Gesamtwochen, AuszeichnungChartsChartplatzierungen (Jahr, Titel, Platzierungen, Wochen, Auszeichnungen, Anmerkungen) | Anmerkungen |
| Jahr | Titel        | UK | Anmerkungen |
| ---- | ------------ | --- | ----------- |
| 1967 | Hall of Fame | UK12 (18 Wo.)UK |             |

Weitere Kompilationen
- 1979: Fame Again
- 1982: Georgie Fame 20 Beat Classics: 1964-1966 (RSO Records UK Ltd: RSO RSX1 (2479 266))
- 1992: On the Right Track: Beat, Ballad and Blues
- 1998: The In-Crowd
- 1998: The Very Best of Georgie Fame and the Blue Flames
- 2001: Funny How Time Slips Away
- 2007: Somebody Stole My Thunder: 1967–1971
- 2010: Georgie Fame: Mod Classics 1964–1966 (Ace Records, CDBGPD 206)
- 2015: The Whole World’s Shaking: Georgie Fame Complete Recordings 1963 - 1966 (Universal/Polydor: 4739865, 5 CDs-Boxset)

### EPs
- 1964: Rhythm & Blue-Beat (Columbia SEG 8334)
- 1964: Fame at Last (Columbia SEG 8393)
- 1986: Samba (Ensign Records, ENYX 605)

### Singles
| Jahr | Titel Album                                           | Höchstplatzierung, Gesamtwochen, AuszeichnungChartplatzierungen (Jahr, Titel, Album, Platzierungen, Wochen, Auszeichnungen, Anmerkungen) | Höchstplatzierung, Gesamtwochen, AuszeichnungChartplatzierungen (Jahr, Titel, Album, Platzierungen, Wochen, Auszeichnungen, Anmerkungen) | Höchstplatzierung, Gesamtwochen, AuszeichnungChartplatzierungen (Jahr, Titel, Album, Platzierungen, Wochen, Auszeichnungen, Anmerkungen) | Höchstplatzierung, Gesamtwochen, AuszeichnungChartplatzierungen (Jahr, Titel, Album, Platzierungen, Wochen, Auszeichnungen, Anmerkungen) | Höchstplatzierung, Gesamtwochen, AuszeichnungChartplatzierungen (Jahr, Titel, Album, Platzierungen, Wochen, Auszeichnungen, Anmerkungen) | Anmerkungen                                        |
| Jahr | Titel Album                                           | DE | AT | CH | UK | US | Anmerkungen                                        |
| ---- | ----------------------------------------------------- | --- | --- | --- | --- | --- | -------------------------------------------------- |
| 1964 | Yeh, Yeh Fame at Last / Yeh, Yeh                      | — | — | — | UK1 (12 Wo.)UK | US21 (8 Wo.)US | Erstveröffentlichung: 3. Dezember 1964             |
| 1965 | In the Meantime –                                     | — | — | — | UK22 (8 Wo.)UK | US97 (2 Wo.)US | Erstveröffentlichung: 26. Februar 1965             |
| 1965 | Like We Used to Be –                                  | — | — | — | UK33 (7 Wo.)UK | — | Erstveröffentlichung: 16. Juli 1965                |
| 1965 | Something –                                           | — | — | — | UK23 (7 Wo.)UK | — | Erstveröffentlichung: 1. Oktober 1965              |
| 1966 | Get Away                                              | DE32 (2 Wo.)DE | — | — | UK1 (11 Wo.)UK | US70 (7 Wo.)US | Erstveröffentlichung: 17. Juni 1966                |
| 1966 | Sitting in the Park Get Away                          | — | — | — | UK12 (10 Wo.)UK | — | Erstveröffentlichung: Juli 1966                    |
| 1966 | Sunny –                                               | — | — | — | UK13 (8 Wo.)UK | — | Erstveröffentlichung: 16. September 1966           |
| 1967 | Because I Love You –                                  | — | — | — | UK15 (8 Wo.)UK | — | Erstveröffentlichung: 17. März 1967                |
| 1967 | Try My World –                                        | — | — | — | UK37 (5 Wo.)UK | — | Erstveröffentlichung: 2. August 1967               |
| 1967 | The Ballad of Bonnie and Clyde The Third Face Of Fame | DE9 (5 Wo.)DE | AT5 (20 Wo.)AT | CH2 (11 Wo.)CH | UK1 (13 Wo.)UK | US7 (14 Wo.)US | Erstveröffentlichung: 27. Dezember 1967            |
| 1969 | Peaceful –                                            | — | — | — | UK16 (9 Wo.)UK | — | Erstveröffentlichung: 20. Juni 1969                |
| 1969 | Seventh Son                                           | — | — | — | UK25 (7 Wo.)UK | — | Erstveröffentlichung: 28. November 1969            |
| 1971 | Rosetta –                                             | DE43 (4 Wo.)DE | — | — | UK11 (10 Wo.)UK | — | Erstveröffentlichung: 26. März 1971 mit Alan Price |
| 1986 | Samba (Toda Menina Baiana) –                          | — | — | — | UK81 (2 Wo.)UK | — |                                                    |

grau schraffiert: keine Chartdaten aus diesem Jahr verfügbar
Weitere Singles
- 1964: Do the Dog
- 1964: Do Re Mi
- 1964: Bend a Little
- 1968: La Ballata Di Bonnie E Clyde
- 1970: Somebody Stole My Thunder
- 1974: Ali Shuffle
- 1976: Yes Honestly
- 1976: Sweet Perfection
- 1977: Daylight

### Gastbeiträge
| Jahr | Titel Album          | Höchstplatzierung, Gesamtwochen, AuszeichnungChartsChartplatzierungen (Jahr, Titel, Album, Platzierungen, Wochen, Auszeichnungen, Anmerkungen) | Anmerkungen                                         |
| Jahr | Titel Album          | UK | Anmerkungen                                         |
| ---- | -------------------- | --- | --------------------------------------------------- |
| 1986 | New York Afternoon – | UK70 (5 Wo.)UK | Mondo Kane feat. Georgie Fame                       |
| 1996 | That’s Life –        | UK92 (1 Wo.)UK | Erstveröffentlichung: Februar 1996 mit Van Morrison |